# Нортвілл (Південна Дакота)
Нортвілл (англ. Northville) — місто (англ. town) в США, в окрузі Спінк штату Південна Дакота. Населення — 139 осіб (2020).

## Географія
Нортвілл розташований за координатами 45°9′19″ пн. ш. 98°34′46″ зх. д. / 45.15528° пн. ш. 98.57944° зх. д. (45.155384, -98.579325).  За даними Бюро перепису населення США в 2010 році місто мало площу 0,97 км², уся площа — суходіл.

## Демографія
Згідно з переписом 2010 року, у місті мешкали 143 особи в 52 домогосподарствах у складі 37 родин. Густота населення становила 147 осіб/км².  Було 61 помешкання (63/км²).
Расовий склад населення:
| - 97,2 % — білих - 2,1 % — корінних американців |

До двох чи більше рас належало 0,7 %. Частка іспаномовних становила 0,7 % від усіх жителів.
За віковим діапазоном населення розподілялося таким чином: 36,4 % — особи молодші 18 років, 53,8 % — особи у віці 18—64 років, 9,8 % — особи у віці 65 років та старші. Медіана віку мешканця становила 31,8 року. На 100 осіб жіночої статі у місті припадало 81,0 чоловіків;  на 100 жінок у віці від 18 років та старших — 93,6 чоловіків також старших 18 років.
Середній дохід на одне домашнє господарство  становив 82 640 доларів США (медіана — 80 833), а середній дохід на одну сім'ю — 93 198 доларів (медіана — 83 750). 
Цивільне працевлаштоване населення становило 80 осіб. Основні галузі зайнятості: освіта, охорона здоров'я та соціальна допомога — 23,8 %, фінанси, страхування та нерухомість — 18,8 %, роздрібна торгівля — 12,5 %, оптова торгівля — 11,3 %.